# Ludwig Finckh

Ludwig Finckh

Ludwig Finckh (* 21. März 1876 in Reutlingen; † 8. März 1964 in Gaienhofen) war ein deutscher Schriftsteller und Arzt. Neben eigenen schriftstellerischen Erfolgen ist er bekannt durch seine Freundschaft mit Hermann Hesse, von der eine umfangreiche Korrespondenz erhalten ist.

## Leben
Der Apothekersohn Ludwig Finckh absolvierte das Abitur am Gymnasium in Reutlingen. Er studierte zunächst Rechtswissenschaften in München und Tübingen, brach aber das Studium kurz vor dem Examen ab. Stattdessen begann er ein Studium der Medizin an der Albert-Ludwigs-Universität Freiburg. Als Student befreundete er sich 1897 mit Hermann Hesse, der zu dieser Zeit eine Buchhändlerlehre in Tübingen machte. 1904 wurde Finckh im Freiburg im Breisgau zum Dr. med. promoviert. Nach einer kurzen Zeit als Assistenzarzt in Aachen zog er 1905 nach Gaienhofen, wo Hesse bereits seit 1904 lebte. Finckh ließ sich hier als freier Schriftsteller nieder und gründete eine Familie.
Durch seinen in volkstümlicher Sprache verfassten Roman Der Rosendoktor begannen 1906 Finckhs schriftstellerische Erfolge. Der Basler Grafiker Max Bucherer entwarf den vom Jugendstil geprägten Bucheinband wie auch bei den beiden anderen, 1906 erschienenen Büchern – Rosen (Gedichte) und Biskra (Reiseerzählung); ferner das im gleichen Stil gehaltene erste Finckh-Exlibris. 1909 schloss sich der Roman Rapunzel an, der in einer Sonderausgabe 100.000 Mal verkauft wurde. Auch die Reise nach Tripstrill wurde 1911 zum Erfolg. Seine literarischen Werke demonstrieren die „Entwicklung vom Heimat- zum völkischen Blut- und Boden-Dichter.“
Infolge seines großen Engagements gegenüber den Auslandsdeutschen, denen er ihr „Deutschtum“ ins Gedächtnis rufen und die er für seine Ahnenforschung begeistern wollte, wurde er „Vater der Auslandsdeutschen“ genannt. Ihnen widmete er den 1924 erschienenen Roman Der Vogel Rock, in dem er „bereits Gedanken zur planmäßigen Züchtung von Menschen und zur Euthanasie“ formuliert: „Aufzucht machen in einer Richtung […]. Geringes ausschalten, es gäb einen schlechten Stamm. Und man muß wissen, wohin man will.“

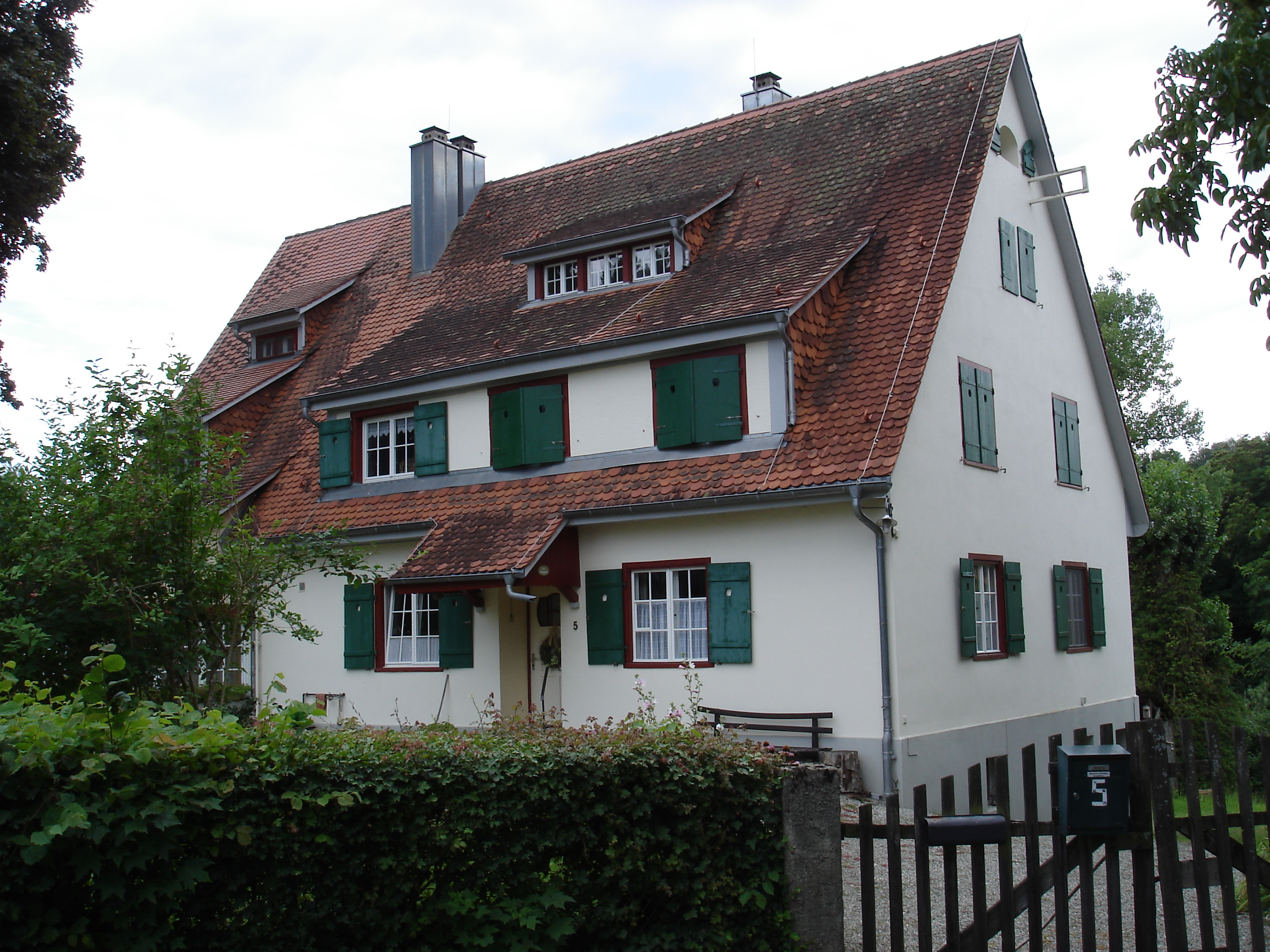
Finckhs ehemaliges Wohnhaus in Gaienhofen, erbaut 1907. Architekt: Hans Hindermann

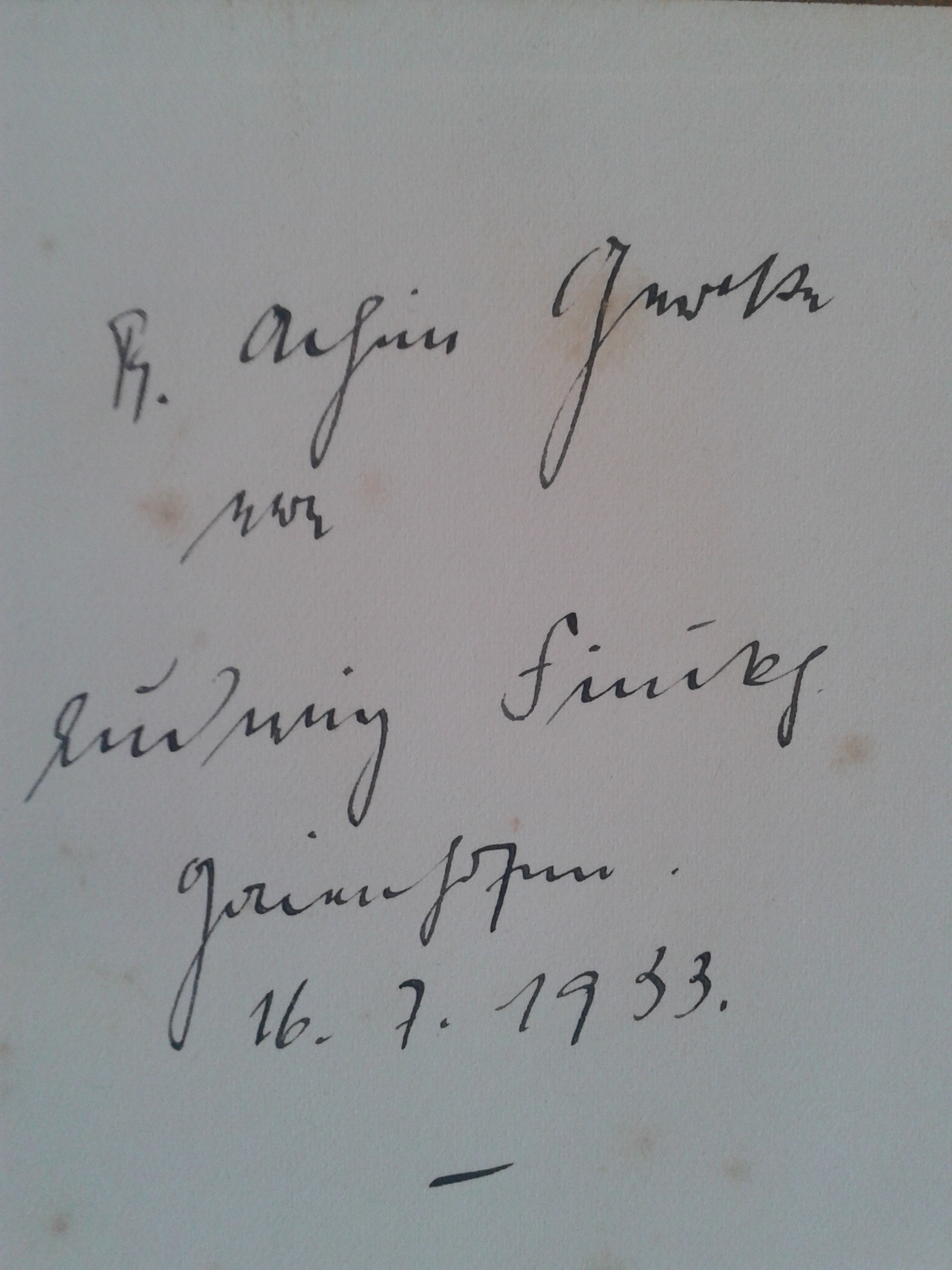
Handschriftliche Widmung Finckhs im Buch Der Ahnenhorst (1923), an den NS-Rassenforscher Achim Gercke, Gaienhofen, 16. Juli 1933.

Während der gemeinsamen Gaienhofener Zeit – Hesse zog 1912 nach Bern – verband Hesse und Finckh zunächst eine enge Freundschaft. Aufgrund unterschiedlicher Ansichten entfremdeten sie sich jedoch immer mehr. Zum einen vertrat Finckh ein Bild von Familie und Muttertum, das nicht Hesses künstlerischem Selbstverständnis entsprach. Zum anderen kritisierte Hesse Finckhs unkritische, nationalistische und antisemitische Haltung.
Nach der Machtergreifung der Nationalsozialisten gehörte Finckh im Oktober 1933 zu den 88 Schriftstellern, die das Gelöbnis treuester Gefolgschaft für Adolf Hitler unterzeichneten. Finckh trat zum 1. Mai 1933 in die NSDAP ein (Mitgliedsnummer 3.599.127) und war aktives Parteimitglied (Kulturstellenleiter und Propagandaleiter in Gaienhofen). Als Referent für das Gebiet der „Sippenkunde und Vererbung“ hielt er in der Gaienhofener Gauschule des Nationalsozialistischen Lehrerbundes ab 1935 regelmäßig Vorträge über Ahnenforschung und Erbbiologie, das zentrale Thema mehrerer seiner bereits seit 1920 veröffentlichten Bücher. Weltanschauliche Vorträge hielt Finckh darüber hinaus vor der Hitlerjugend und Angehörigen der NSV, letztere in der Gauschule der NSV, Gauamt Württemberg-Hohenzollern, in Schloss Kapfenburg unter der Leitung von NSV-Gauhauptstellenleiter Ernst Benno Mutschler. Auch vor Absolventen der Waffen-SS-Unterführerschule in Radolfzell hielt Finckh nach 1941 solche Vorträge zu „lebensgesetzlichen“ und „ahnenkundlichen“ Themen.
Neben seinen Romanen versuchte Ludwig Finckh seiner Lesergemeinde seine dichterische Heimat, den Hegau und dessen Vulkanberge, zu erschließen. Als Verfechter einer nationalsozialistischen Naturschutz-Ideologie galten Finckh und die von ihm initiierte „Stoffler“-Bewegung als „Retter des Hohenstoffeln“, die sich – auch schon vor 1933 – lange für den Stopp des Basaltabbaus an diesem Hegauberg eingesetzt hatten, bevor der Hohenstoffeln 1935 zunächst unter das Reichsnaturschutzgesetz gestellt und der Basaltabbau per Dekret von Hermann Göring 1939 schließlich verboten wurde. Maßgebliche Unterstützung hatte Finckhs Bewegung zur „Rettung des Hohenstoffeln“ dabei durch die Forschungsgemeinschaft Deutsches Ahnenerbe und SS-Reichsführer Heinrich Himmler erhalten, die im Hintergrund tätig wurden.
Im Jahr 1938 zu dessen Ehrenmitglied ernannt, gehörte Finckh seit 1939 dem Hauptausschuss des Schwäbischen Albvereins unter Vorsitz von Georg Fahrbach an, der bereits um 1935 zu den „Stofflern“ gestoßen war. Ein Wanderweg im Hegau, den wiederum der Schwarzwaldverein nach seinem Ehrenmitglied Finckh benennen ließ, und mehrere Gedenksteine bzw. Tafeln am Hohenstoffeln zeugen bis heute von Finckhs Engagement in Sachen Wander- und Naturschutzbewegung, ohne über dessen Kontext und Hintergrund kritisch zu informieren. 
Nach Kriegsende wurde Finckh in Radolfzell festgenommen und im französischen Internierungslager Hüfingen festgehalten. Aufgrund einer Augenerkrankung wurde er jedoch schon bald wieder entlassen. 1949 stufte man ihn im Spruchkammerverfahren als "Minderbelasteter" ein – alle Bewährungsauflagen wurden schon im November 1950 aufgehoben. 
In den Jahren nach 1945 stellte Finckh seine Freundschaft mit Hesse in verschiedenen Schriften wie dem Aufsatz Schwäbische Vettern (1948), der Erzählung Verzauberung (1950), der Gaienhofener Idylle und insbesondere in seiner 1961 erschienenen Autobiographie Himmel und Erde dar. Diese war unter dem Eindruck einer sinkenden literarischen Bedeutung entstanden und umschrieb eine innige Verbundenheit der beiden Schriftsteller. Hesse, den Finckh nach 1945 unter anderem um Unterstützung in seinem Spruchkammerverfahren gebeten hatte, verwahrte sich gegen die Widmung des Gedichtbandes Rosengarten, weil sie bei den Lesern den Eindruck erwecke, als seien er und Finckh „im Denken und innersten Gewissen verbunden und einig“. Die Autobiographie bezeichnete Hesse schließlich als „das Buch eines alten vernagelten Nazi, der 12 Jahre lang ‚Heil Hitler‘ geschrieen hat und es am liebsten wieder täte“.
Mehrere von Finckhs Werken wurden in der Sowjetischen Besatzungszone und der Deutschen Demokratischen Republik auf die Liste der auszusondernden Literatur gesetzt.
1960 erschien die Biographie Konrad Widerholt, in der Finckh u. a. die Zeit des Dreißigjährigen Krieges am Bodensee beschreibt.

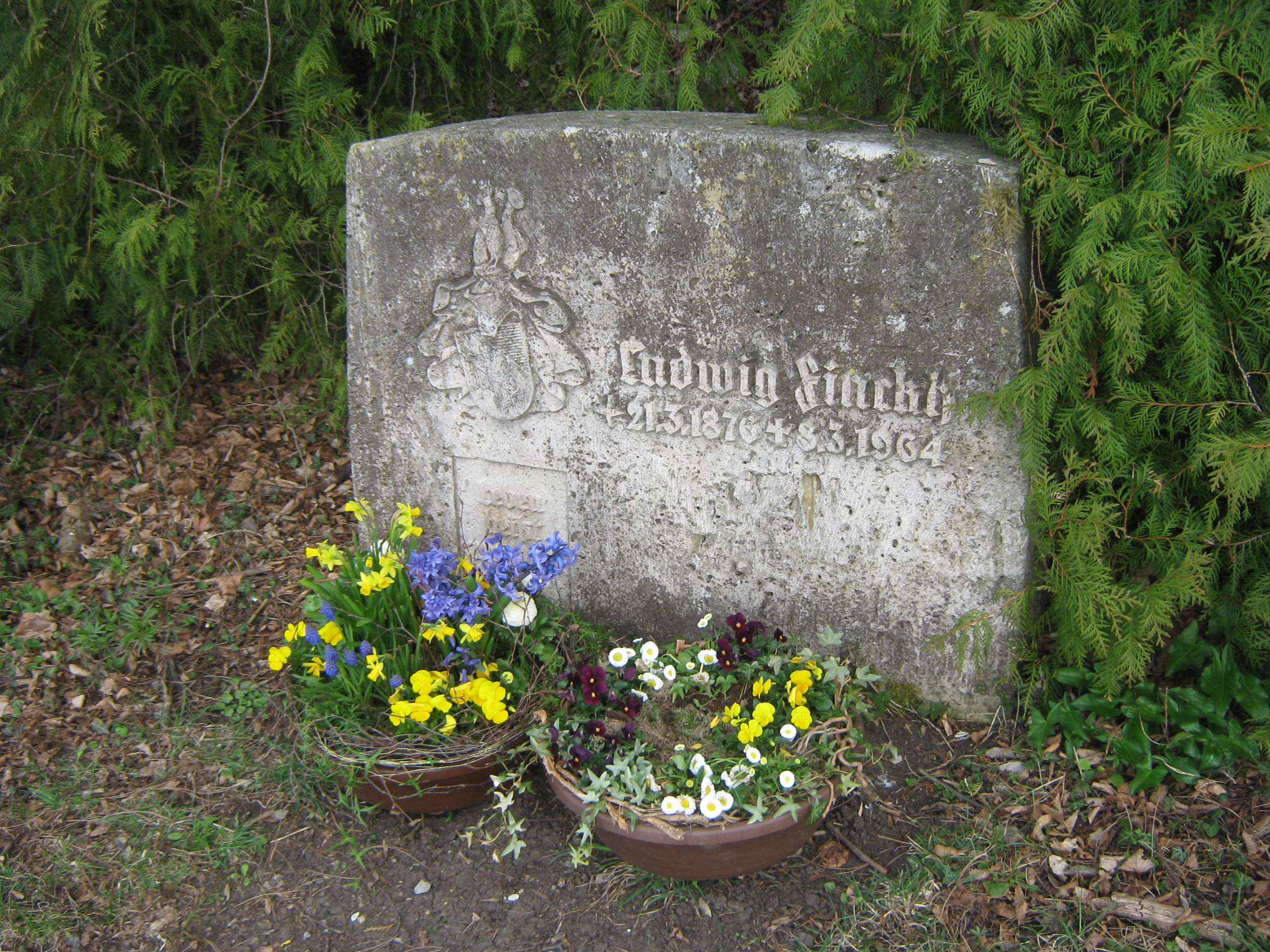
„Leben heißt wandern“ – Inschrift auf dem Grabmal an der Achalm

Ludwig Finckh starb am 8. März 1964 im Alter von 87 Jahren und wurde im Mai 1964 an der Achalm bei Reutlingen beigesetzt. Das Stadtarchiv Reutlingen bewahrt einen Großteil von Finckhs Nachlass. Er stellt durch die umfangreiche Korrespondenz mit gemeinsamen Freunden und Bekannten eine wichtige Quelle der Hesse-Forschung dar.

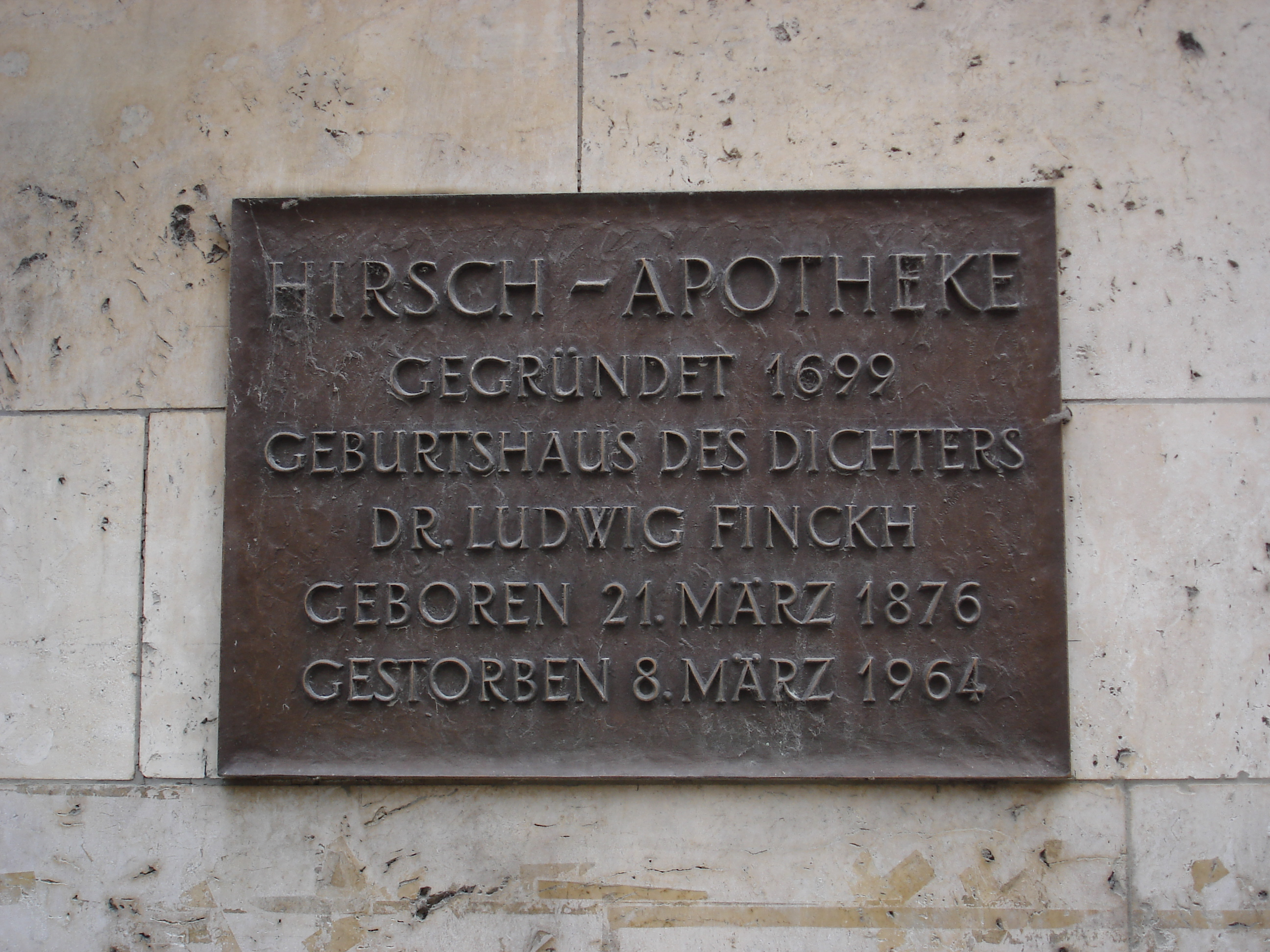
Gedenktafel am Geburtshaus in Reutlingen

Die unkritischen Würdigungen Finckhs werden mit Blick auf seine NS-Belastung zunehmend kritisiert; fast alle bisherigen Initiativen, nach Finckh benannte Straßen und Wege umzubenennen, waren bislang jedoch erfolglos oder die Entscheidung wurde vorbehaltlich einer umfassenden Aufarbeitung der NS-Geschichte der jeweiligen Stadt auf unbestimmte Zeit vertagt.

## Ehrungen
- 1926: Verleihung der Ehrenbürgerschaft von Gaienhofen
- 1936: Verleihung des Schwäbischen Dichterpreises, eines 1935 von dem württembergischen Ministerpräsidenten und Kultminister Christian Mergenthaler gestifteten NS-Literaturpreises.[20]
- 1940: Benennung eines 1938 erbauten 18 m hohen Turms zur Vogelbeobachtung auf der Halbinsel Mettnau bei Radolfzell am Bodensee als Ludwig-Finckh-Turm,[21] der nach 1945 durch die Stadt Radolfzell in Mettnau-Turm umbenannt wurde.
- Ludwig-Finckh-Straßen und -Wege gab oder gibt es in Emmingen-Liptingen, Engen, Heilbronn[22], Kirchheim unter Teck, Lichtenstein, Reutlingen[23], Rielasingen-Worblingen[24], Rietheim-Weilheim, Maichingen, Stockach, Wendlingen am Neckar, Öhringen, Bad Liebenzell, Gaienhofen, Leonberg, Tuttlingen und Villingen-Schwenningen.
- Ludwig-Finckh-Weg, Hegau-Wanderweg zwischen Engen und Singen (Hohentwiel), Teilstück des Schwarzwald-Querwegs Freiburg-Bodensee, verwaltet vom Wegereferat des Schwarzwaldvereins.

## Werke (Auswahl)
- Fraue du, du Süße, Lieder (Gedichte). Pierson, Dresden 1900.
- Über die Palliativ-Operation, besonders die Trepanation bei Stauungspapille, Dissertation. Universitäts-Buchdruckerei U. Hochreuther, Freiburg 1904.
- Der Rosendoktor. Deutsche Verlags-Anstalt, Stuttgart 1906.
- Rosen (Gedichte), Einführung O.J. Bierbaum. Deutsche Verlags-Anstalt, Stuttgart 1906, zweite, vermehrte Auflage 1906.
- Biskra. Deutsche Verlags-Anstalt, Stuttgart 1906.
- Rapunzel. Deutsche Verlags-Anstalt, Stuttgart 1909.
- Die Reise nach Tripstrill. Langen, München 1911.
- Der Bodenseher. Deutsche Verlags-Anstalt, Stuttgart 1914.
- Inselfrühling, Erzählungen. Strecker & Schröder, Stuttgart 1916.
- Hindurch mit Freuden! Deutsche Verlags-Anstalt, Stuttgart 1919.
- Wiederaufbau. Reuß &  Itta, Konstanz 1919.
- Die Jakobsleiter. Deutsche Verlags-Anstalt, Stuttgart 1920.
- Sonne, Mond und Sterne, Erzählungen. Salzer, Heilbronn 1920.
- Ahnenbüchlein. Strecker & Schröder, Stuttgart 1921.
- Seekönig und Graspfeifer. Deutsche Verlags-Anstalt, Stuttgart 1922.
- Der Ahnengarten. Deutsche Verlags-Anstalt, Stuttgart 1923.
- Der Ahnenhorst. Greifenverlag, Rudolstadt 1923.
- Der Vogel Rock. Erzählung. Deutsche Verlags-Anstalt, Stuttgart 1923.
- Sudetendeutsche Streife. Falken-Verlag, Dresden 1924.
- Bruder Deutscher. Ein Auslandsbüchlein. Deutsche Verlags-Anstalt, Stuttgart 1925
- Heilige Ahnenschaft (=Deutsche Ahnenbücherei 1). Degener, Leipzig 1926.
- Bricklebritt. Roman. Deutsche Verlags-Anstalt, Stuttgart 1926.
- Das Vogelnest im Ahnenbaum. Geschichten aus der Ahnenschau. Franz, München 1928.
- Sonne am Bodensee. Ein Skizzenbuch. Deutsche Verlags-Anstalt, Stuttgart 1928.
- Urlaub von Gott. Deutsche Verlags-Anstalt, Stuttgart 1930.
- Die Reise an den Bodensee. Bonz, Stuttgart 1931.
- Stern und Schicksal. Johann Keplers Lebensroman.. Deutsche Verlags-Anstalt, Stuttgart 1931.
- Der göttliche Ruf. Leben und Werk von Robert Mayer. Roman. Deutsche Verlags-Anstalt, Stuttgart 1932.
- Schmuggler, Schelme, Schabernack. Deutsche Verlags-Anstalt, Stuttgart 1933.
- Der unbekannte Hegau. Konkordia, Bühl 1935.
- Trommler durch die Welt. Gedichte. Heine, Tübingen 1936.
- Ein starkes Leben. Das  Schicksal zwingt, die Treue entscheidet. Roman. Heine, Tübingen 1936.
- Die Kaiserin, der König und ihr Offizier. Das abenteuerliche Leben des Johann Jakob Wunsch. Deutscher Volksverlag, München 1939.
- Herzog und Vogt. Roman. Deutscher Volksverlag, München 1940.
- Der Wolkenreiter. Deutscher Volksverlag, München 1940 (= Neuausgabe von Die Jakobsleiter (1920)).[25]
- Die kleine Stadt am Bodensee. Konkordia, Bühl 1942.
- Das goldene Erbe. Roman. Deutscher Volksverlag, München 1943.
- Der Ahnen-Ring, Verlag für Sippenforschung und Wappenkunde C.U. Starke, Görlitz 1943.
- Ausgewählte Werke, hrsg. v. Ludwig-Finckh-Freundeskreis zum 80. Geburtstag. Silberburg-Verlag, Stuttgart 1956.
- Himmel und Erde. Acht Jahrzehnte meines Lebens und neue Gedichte: Die goldene Spur. Silberburg-Verlag, Stuttgart 1961.
- Aus seinen Freundesbriefen. Hrsg. vom Ludwig-Finckh-Freundeskreis. Gerhard Hess Verlag, Ulm 1973.